# TheRealDeal
TheRealDeal era un mercat de la web fosca on una part de la indústria de les armes cibernètiques va informar que s'hi venia codi i exploits de programari de dia zero.
Els creadors van afirmar en una entrevista a DeepDotWeb que el lloc es va fundar en resposta directa a la quantitat de llocs web foscos que havien sorgit durant els últims anys que en realitat no tenien res de valor per vendre i eren només estafes. El lloc es basava en Tor i bitcoin, de manera similar a altres mercats de la web fosca, però requeria transaccions amb diverses signatures. Hi va haver especulacions a la comunitat de seguretat informàtica sobre si el lloc era una operació de la policia a causa de la llista aparent d'exploits moltes vegades per sota del seu valor de mercat potencial.
El juliol de 2015, el lloc web va estar aturat durant 24 hores al mateix temps que el fòrum de delinqüència cibernètica Darkode va ser confiscat per l'FBI i diversos membres van ser arrestats a l'"Operation Shrouded Horizon". El 13 d'agost de 2015 el lloc es va desconnectar per motius desconeguts. I l'1 de desembre va anunciar la seva reobertura a DeepDotWeb. The Real Deal acabaria tancant definitivament el novembre de 2016.
El 2020, l'autor de ciberseguretat Vinny Troia va proporcionar una anàlisi de la base de dades MySQL del mercat, que va revelar que dos dels tres administradors del lloc eren membres del grup de pirateria The Dark Overlord.